# Vals en la menor (Chopin)
El Vals en la menor és una peça per a piano sol composta per Frédéric Chopin. El vals va ser escrit en algun moment entre 1843 i 1848, però no es va publicar de manera pòstuma fins al 1955, més de 100 anys després de la mort del compositor. Apareix en el catàleg Brown com a B. 150, en el catàleg Kobylańska com a KK. IVb/11, i en el Chomiński (pl) com a P. 2/11. Sovint és designat com el vals núm. 19.
L'estat d'ànim de la peça no queda clar, de vegades mostra una gran tristesa però també fa al·lusió a la felicitat i esperança. El primer tema té una melodia simple i eficaç, que transmet tristor, amb adornaments decoratius molt utilitzats. El segon tema és més animat. Cap a la meitat de la peça, hi ha una modulació en la major, amb una melodia alegre. La peça conclou amb el tema principal i una breu coda per acabar.